# Chlorargyrite
La chlorargyrite est un minéral de la classe des halogénures. Il a été décrit pour la première fois en 1565, à partir d'un échantillon trouvé dans le district de Marienberg dans l'arrondissement des Monts-Métallifères en Allemagne, et son nom fait référence à sa composition chimique, faite de chlore et d'argent (du grec argyros). Il est également connu sous les noms cerargyrite, ostwaldite, argyroceratite ou argent cornéen. Il appartient et donne son nom au groupe de minéraux de la chlorargyrite.

## Caractéristiques
Chimiquement, c'est un composé de chlorure d'argent, de formule AgCl. Il cristallise dans le système cubique en formant des petits cubes, des croûtes ou des masses cornues ou plastiques ressemblant à de la cire. Il est de couleur blanche à l'état frais, et est extrêmement sensible à la lumière, qui le colore en gris, violet et noir. Il a une dureté de 2,5 sur l'échelle de Mohs et une densité de 5,56 g/cm³. Il est soluble dans l'ammoniaque et fond facilement en produisant de l'argent.

## Classification
Selon la classification de Nickel-Strunz, la chlorargyrite appartient à "03.AA - Halogénures simples, sans H2O, avec un rapport M:X = 1:1, 2:3, 3:5, etc.", avec les minéraux suivants : marshite, miersite, nantokite, iodargyrite, tocornalite, bromargyrite, carobbiite, gricéite, halite, sylvine, villiaumite, salmiac, lafossaïte, calomel, kuzminite, moschelite, neighborite, chlorocalcite, kolarite, radhakrishnaïte, challacolloïte et héphaïstosite.

## Formation
C'est un minéral secondaire qui apparait dans la zone d'oxydation des gisements de minéraux d'argent, en particulier dans les régions arides. Il est généralement associé à d'autres minéraux secondaires d'argent. Les minéraux qui semblent les plus souvent associés à la chlorargyrite sont : wulfénite, carinthite, pelagite, argent natif, pyromorphite, malachite, limonite, jarosite, iodargyrite, cérusite, bromargyrite et atacamite.

## Variétés

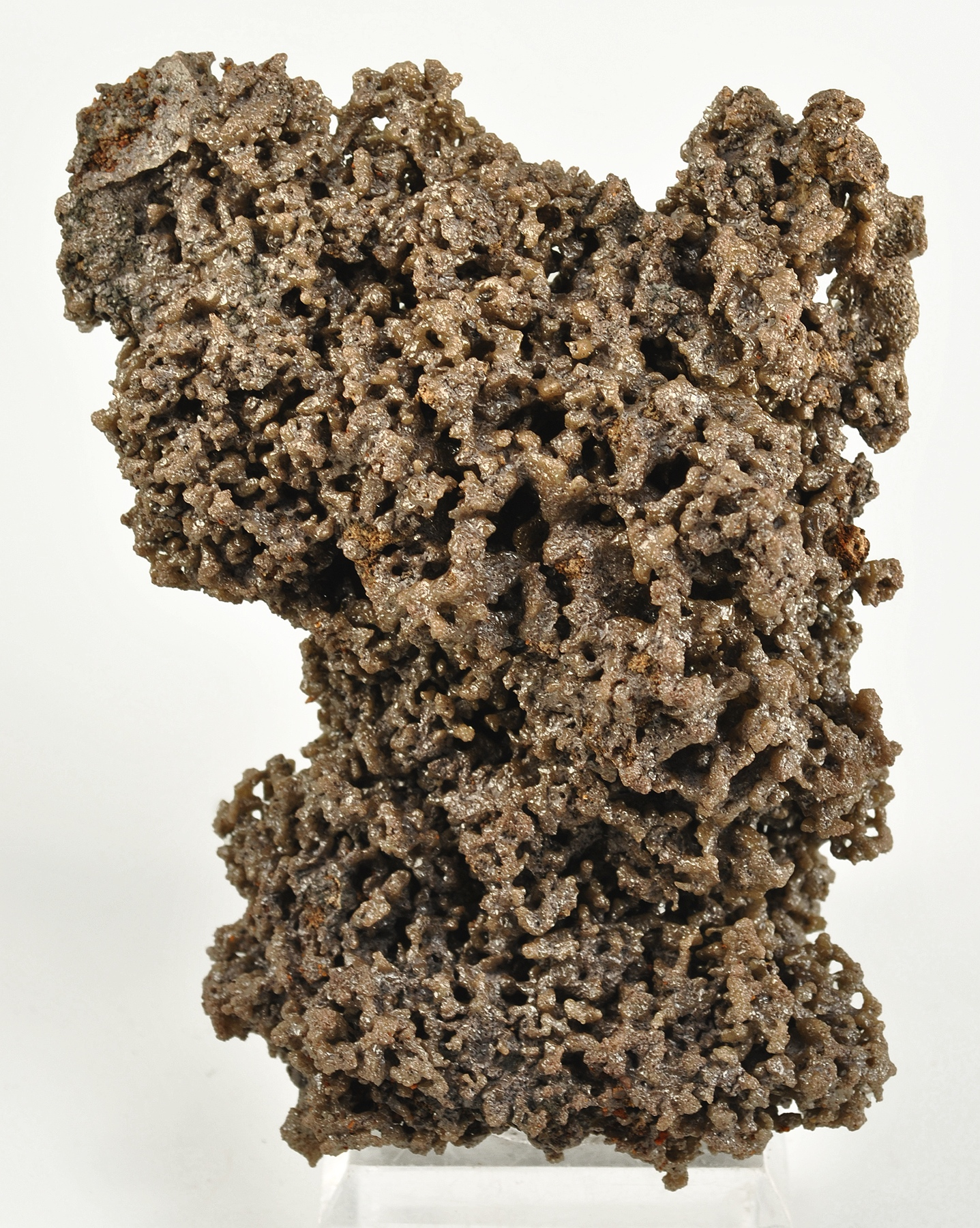
Echantillon d'embolite, variété de chlorargyrite contenant du brome.

Trois variétés de chlorargyrite sont décrites :
- Embolite, ou chlorargyrite bromée, une variété qui contient du brome décrite à l'origine dans la mine Colorado, Copiapó, Chili[5].
- Buttermilcherz, une variété colloïdale mélangée avec des couches de silicates[6].
- Iodobromite, ou iode-brome-chlorargyrite, un halogénure d'argent qui contient des quantités significatives de chlore, de brome et d'iode[7].

## Groupe de la chlorargyrite
Le groupe de la chlorargyrite est un groupe d'halogénures d'argent ou de cuivre. En dehors de la chlorargyrite qui lui donne son nom, le groupe est composé des espèces suivantes :
- Bromargyrite, de formule AgBr
- Marshite, de formule CuI
- Miersite, de formule (Ag,Cu)I
- Nantokite, de formule CuCl